# Holopothrips stannardi
Holopothrips stannardi är en insektsart som beskrevs av Laurence A. Mound och Marullo 1996. Holopothrips stannardi ingår i släktet Holopothrips och familjen rörtripsar. Inga underarter finns listade i Catalogue of Life.